# 爪哇虎
爪哇虎（学名：Panthera tigris sondaica）是曾经存活于印度尼西亚爪哇岛上的一个虎的亚种，自从1980年代就已灭绝。爪哇虎是除巴厘虎和苏门答腊虎外，生活在印尼境内的第三个虎亚种，也是最近期绝灭的一种虎。虽然迄今还不时有目击的传闻，但都未获得证实。

## 特征
爪哇虎的外表同近亲苏门答腊虎相似，但身上的黑色条纹较密。爪哇虎面部的胡须也是虎的九个已知亚种里最长的。

## 捕杀历史
在19世纪初，爪哇虎的数量繁多。随着当地人口膨胀以及荷兰殖民者的到来，爪哇虎栖所受到了严重的威胁。人类的捕杀导致爪哇虎的数量骤减，到1950年代中仅有25—50只存活在野外。1972年印尼政府在爪哇岛的东南部规划了一个保护区，但到了1979年保护区仅剩3只老虎，从此就再也没有确切发现老虎的踪迹，绝灭時間估计在1980年代。